# Шлемоносен манакин
Шлемоносният манакин (Antilophia galeata) е вид птица от семейство Манакинови (Pipridae).

## Разпространение
Видът е разпространен в Боливия, Бразилия и Парагвай.